# Ратнер, Александр Юрьевич
Александр Юрьевич Ратнер (1934—1994) — советский и российский медик. Основатель казанской школы детской неврологии. Доктор наук, профессор, заслуженный деятель науки ТАССР и Российской Федерации.

## Биография
Родился в семье медиков, отец — известный хирург Юрий Александрович (Израилевич) Ратнер (1905—1979), один из основателей казанской школы онкологов, заслуженный деятель науки РСФСР; мать — невропатолог Ева Александровна Ратнер (1907—1978). Племянник нефролога Шахно Израилевича Ратнера.
Окончил с серебряной медалью казанскую школу № 19 имени В. Белинского. Окончил с красным дипломом медицинский институт (1957). По окончании вуза по распределению работал неврологом в г. Зеленодольске. В это время появляются его первые публикации в «Казанском медицинском журнале».
В 1960 году поступил в ординатуру в клинике профессора С. Н. Давиденкова в Ленинграде, однако из-за болезни прерывает учёбу и возвращается в Казань. Там работает в клинике нервных болезней Казанского ГИДУВа. Под руководством зав. кафедрой профессора И. И. Русецкого в 1964 году защищает кандидатскую диссертацию на тему «Шейная мигрень». Работает ассистентом на этой кафедре. Докторская дисс. «Шейный остеохондроз» (научный консультант профессор А. М. Вейн).
В 1973 году организовал и более 20 лет до 1994 года возглавлял кафедру детских нервных болезней Казанского ГИДУВа. Впервые в стране им была создана клиника вертеброгенных поражений нервной системы детского возраста. Исследования, проводившиеся под руководством А. Ю. Ратнера, были посвящены перинатальной неврологии — одной из самых неисследованных проблем того времени.
Был инициатором проведения в Казани трех всесоюзных конференций, международного конгресса детских неврологов в 1992 г.
Жена — Фаина Лазаревна Ратнер (урождённая Гуревич), казанский филолог, педагог, директор Института языков Казанского государственного университета.
Отмечен золотой медалью Пуркинье.
В 2004 году к 70-летию ученого городской детской клинической больнице № 8 было присвоено его имя, на здании установлена мемориальная доска.
Автор 10 монографий, в том числе «Неврология новорождённых».